# Doona!
Doona! (koreanischer Originaltitel: 이두나!; RR: 	Lee Doo-na!) ist eine südkoreanische Serie, basierend auf dem gleichnamigen Webtoon von Min Song-ah. Die Serie wurde am 20. Oktober 2023 weltweit auf Netflix veröffentlicht.

## Handlung
Lee Doo-na ist Mitglied und Sängerin einer bekannten Girlgroup und erfreut sich großer Beliebtheit, doch dann kündigt sie plötzlich und unerwartet ihren Abschied als Idol an. Anschließend zieht sie in eine Wohngemeinschaft in einer Universitätsstadt und führt fortan ein zurückgezogenes Leben. Eines Tages bezieht Lee Won-jun diese WG, ein warmherziger junger Student ohne besonderen Hintergrund, der sich neben den alltäglichen Herausforderungen eines jeden Studenten nun auch dem WG-Leben mit der attraktiven und unkonventionellen Lee Doo-na stellen muss. Während Lee Won-jun sich von der unorthodoxen Art von Lee Doo-na angezogen fühlt, findet sie in ihm einen Ruhepol und Trost. Mit der Zeit gewinnt ihre Beziehung an Tiefe, aber die Dinge zwischen ihnen werden schnell komplizierter.

## Besetzung und Synchronisation
Die deutschsprachige Synchronisation entstand nach den Dialogbüchern von Felix Strüven und Martina Liu sowie unter der Dialogregie von Anke Kortemeier und Cosima Wolter durch die Synchronfirma FFS Film- & Fernseh-Synchron in München.
| Rolle        | Schauspieler  | Synchronsprecher |
| ------------ | ------------- | ---------------- |
| Lee Doo-na   | Bae Suzy      | Laura Maire      |
| Lee Won-jun  | Yang Se-jong  | Felix Auer       |
| Kim Jin-ju   | Shin Ha-young | Kerstin Dietrich |
| Gu Jeong-hun | Kim Do-wan    | Felix Mayer      |
| Kook Su-jin  | Joo Yeon-woo  | Benedikt Gutjan  |

## Episodenliste
| Nr.                                                                          | Deutscher Titel                        | Originaltitel                |
| ---------------------------------------------------------------------------- | -------------------------------------- | ---------------------------- |
| 1                                                                            | Das Leben steckt voller Überraschungen | 어떤 변수                    |
| 2                                                                            | Kennenlernphase                        | 서로 알아가는 단계           |
| 3                                                                            | Frühlingsluft                          | 봄바람                       |
| 4                                                                            | Aus heiterem Himmel                    | 돌연히(Inesperado)           |
| 5                                                                            | Ein Kuss in aller Freundschaft         | 친구 사이에서 할 수 있는 일  |
| 6                                                                            | Twilight Zone                          | Twilight Zone                |
| 7                                                                            | Reinen Tisch machen                    | 화, 해                       |
| 8                                                                            | Naheliegend und alltäglich             | 최대한 뻔하고, 대단하지 않은 |
| 9                                                                            | Doona!                                 | 이두나!                      |
| Am 20. Oktober 2023 wurden alle Folgen der Serie bei Netflix veröffentlicht. |                                        |                              |